# Tit Carisi
Tit Carisi (en llatí Titus Carisius segon Dió Cassi però existeix una moneda que li podria correspondre on apareix el nom de Publius Carisius) era un militar romà que va derrotar els àsturs a Hispània i va ocupar la seva capital Lància l'any 25 aC. Degut al seu mal tracte amb els vençuts, els àsturs es van revoltar altre cop el 22 aC, sent derrotats al Setge de Castro Medulio.